# (100166) 1993 UU1
(100166) 1993 UU1 es un asteroide perteneciente al cinturón de asteroides, descubierto el 20 de octubre de 1993 por el equipo del Spacewatch desde el Observatorio Nacional de Kitt Peak, Arizona, Estados Unidos.